# Star Wars: Uslingarna
Star Wars: Uslingarna (engelska: The Bad Batch) är en amerikansk animerad TV-serie från 2021, skapad av Dave Filoni. Den är en spin-off från serien Star Wars: The Clone Wars i Star Wars-franchisen. Serien hade premiär den 4 maj 2021 på streamingtjänsten Disney+. Den tredje och sista säsongen hade premiär den 21 februari 2024.

## Handling
Clone Force 99, även känd som Bad Batch, är en grupp genetiskt muterade elitklontrupper. Gruppen introducerades i serien Star Wars: The Clone Wars. Den tar på sig våghalsiga legosoldatuppdrag i efterdyningarna av Klonkrigen.

## Rollista (i urval)
| Roll                 | Engelska röstskådespelare | Svenska röstskådespelare |
| -------------------- | ------------------------- | ------------------------ |
| Kloner               | Dee Bradley Baker         | Steve Kratz              |
| Omega                | Michelle Ang              | Lea Heed                 |
| Depa Billaba         | Archie Panjabi            | Ellen Jelinek            |
| Vice Admiral Rampart | Noshir Dalal              | Rafael Pettersson        |
| AZI-3                | Ben Diskin                | Ole Ornered              |
| Stridsdroid          | Matthew Wood              | Nick Atkinson            |
| Lama Su              | Bob Bergen                | Gunnar Ernblad           |
| Nala Se              | Gwendoline Yeo            | Josefina Hylén           |
| Admiral Tarkin       | Stephen Stanton           | Gustav Levin             |